# Кубок Наследного принца Катара 2000
Кубок Наследного принца Катара 2000 — 6-й розыгрыш Кубка Наследного принца Катара, проходивший с 20 по 28 апреля. В соревновании приняли участие 4 лучшие команды Катара по итогам Лиги звёзд Катара 1999/2000.

## Участники
- Ас-Садд : чемпион Лиги звёзд Катара 1999/2000
- Эр-Райян : 2-е место в Лиге звёзд Катара 1999/2000
- Аль-Араби : 3-е место в Лиге звёзд Катара 1999/2000
- Аль-Иттихад : 4-е место в Лиге звёзд Катара 1999/2000

## Детали матчей

### 1/2 финала
| Ас-Садд | 0 – 2 | Аль-Иттихад |
| ------- | ----- | ----------- |
|         |       |             |

| Эр-Райян | 3 – 1 | Аль-Араби |
| -------- | ----- | --------- |
|          |       |           |

| Аль-Иттихад | 1 – 1 | Ас-Садд |
| ----------- | ----- | ------- |
|             |       |         |

| Аль-Араби | 3 – 4 | Эр-Райян |
| --------- | ----- | -------- |
|           |       |          |

### Финал
| Аль-Иттихад | 0 – 0 | Эр-Райян |
| ----------- | ----- | -------- |
|             |       |          |
| Пенальти    |       |          |
|             | 9 – 8 |          |

| Кубок Наследного принца Катара Победитель 2000 |
| ---------------------------------------------- |
| Аль-Иттихад 1-й титул                          |